# Quincas Borba
Quincas Borba es una novela escrita por el escritor brasileño Machado de Assis. Fue publicada por primera vez en 1891. Con Memorias póstumas de Brás Cubas y Don Casmurro, es considerada una de las principales obras del escritor brasileño. En esta novela Machado explica con más profundidad el "Humanitismo", una seudo-doctrina filosófica formulada por Quincas Borba en Memorias póstumas de Brás Cubas.

## Trama
La novela narra la vida de Rubião, un profesor de provincia que se vuelve rico al recibir la cuantiosa herencia del filósofo Quincas Borba. Rubião pasa a vivir en Río de Janeiro, en un ambiente que desconocía, al que no estaba habituado y que lo deslumbra. Se hace amigo del matrimonio conformado por Cristiano Palha y Sofía. En torno a las relaciones de Rubião con la pareja gira buena parte del argumento de la novela. Hay también un perro, llamado Quincas Borba, que el filósofo dejó al cuidado de Rubião como condición para que éste recibiera su herencia. Rubião se muestra supersticioso con relación a ese perro.

## Traducciones
- Quincas Borba, Caracas, Biblioteca Ayacucho, 1979; Prólogo y notas de Roberto Schwarz; cronología de Neusa Pinsard Caccese; traducción de Juan García Gayo.
- Quincas Borba, Buenos Aires, La Compañía, 2010; traducción y posfacio de Marcelo Cohen.